# Inmunohematología
La Inmunohematología es la parte de la hematología que estudia los procesos inmunitarios que tienen lugar en el organismo en relación con los elementos sanguíneos. Uno de los aspectos más importantes es el estudio de los Grupos Sanguíneos, ya que están relacionados directamente con las transfusiones y la prevención de accidentes hemolíticos relacionados con estas, ya que la incompatibilidad entre donante y receptor puede ocasionar una brusca destrucción de los eritrocitos transfundidos, con riesgos para la vida del paciente; esto ocurría con frecuencia, hasta que Landsteiner descubriera la existencia de dichos grupos hemolíticos.
Gracias a los conocimientos en inmunohematología, se hace posible el trasplante de células madre hematopoyéticas.

## Trasplante de células madre hematopoyéticas
Las células madre hematopoyéticas se pueden obtener de la médula de los huesos, del cordón umbilical o de la sangre periférica. Estas células son las precursoras de todos los elementos sanguíneos (eritrocitos, leucocitos y plaquetas). Aunque en un principio se obtenían del hueso de la cadera, actualmente se están recuperando de la sangre periférica tras el tratamiento con factores estimulantes del crecimiento que permiten que las células madre hematopoyéticas se adhieran a una columna por afinidad, mientras que el resto de componentes sanguíneos vuelve al cuerpo del donante.
Se están realizando trasplante de células madre hematopoyéticas con éxito desde hace unos 50 años. Gracias a este tipo de trasplante se han conseguido tratar una serie de enfermedades:
- Talasemias.
- Anemia de células falciformes.
- Anemia de Fanconi.
- Errores congénitos el metabolismo.
- Anemia aplásica grave.
- Inmunodeficiencias combinadas graves (SCID).

Esta forma de trasplante también es muy común en enfermos de leucemia en remisión, siendo útil además para el tratamiento de diversos tumores:
- Leucemias agudas mieloides y linfoides.
- Leucemias crónicas mieloides.
- Mielodisplasia.
- Linfoma.
- Mieloma.
- Tumores sólidos de riñón, mama, ovario y neuroblastoma.

El trasplante se realiza cuando el enfermo ha recibido radiación o quimioterapia, y por lo tanto, las células de su médula ósea han sido gravemente dañadas. La función del sistema inmune se puede restituir en varios meses si el trasplante es autólogo, o en más de un año cuando se trata de un alotrasplante. Normalmente antes de una quimioterapia agresiva se extraen células madre hematopoyéticas del paciente para ser trasplantadas tras el tratamiento. De esta forma, se disminuye el período de aplasia (falta de células) y el sistema inmune se restituye más rápidamente que en el alotrasplante.
Para realizar el trasplante, lo ideal sería usar las células madre hematopoyéticas del propio individuo, extraídas antes del tratamiento (en el caso de quimioterapia u otros tratamientos agresivos) o aisladas de sangre del cordón umbilical si se encontrara disponible. Sin embargo, muchas de las enfermedades potencialmente tratables con este tipo de trasplante son congénitas, por lo que no se podrían utilizar las células madres hematopoyéticas del enfermo porque también serían portadoras de la enfermedad. En este caso, se intenta encontrar un donante compatible entre los familiares o en la base de datos. Actualmente, se está empezando a recurrir cada vez más al banco de cordón umbilical.

### Rechazo del trasplante
El éxito o rechazo del trasplante dependerá de la compatibilidad HLA entre donante y receptor. Se pueden producir dos tipos de rechazos:
- Rechazo del individuo al tejido trasplantado: se da cuando los anticuerpos del receptor reconocen como extrañas a las nuevas células trasplantadas.

- Rechazo del tejido trasplantado al individuo: también conocido como rechazo GVHD (Graft-versus-host disease). En este caso, la médula ósea trasplantada producirá anticuerpos contra el individuo receptor. En ocasiones, este tipo de rechazo es útil en inmunoterapia contra el cáncer, ya que la médula trasplantada puede reconocer a las células malignas como extrañas antes que al resto de células del receptor, y de esta forma permitir una remisión más rápida de la leucemia.

- Datos: Q3149134